# World U-17 Hockey Challenge 2009
Die World U-17 Hockey Challenge 2009 war die 16. Austragung der World U-17 Hockey Challenge, einem Eishockeyturnier für Nachwuchs-Nationalmannschaften der Altersklasse U17. Vom 29. Dezember 2008 bis zum 4. Januar 2009 fand der Wettbewerb in Port Alberni, Nanaimo, Campbell River, Duncan, Courtenay und Parksville in der kanadischen Provinz British Columbia statt. Die Goldmedaille gewann zum siebten Mal das Team Canada Ontario, das sich im Finale gegen das Team Canada Pacific durchsetzte.

## Modus
Die zehn Teilnehmer wurden in zwei Gruppen mit je fünf Mannschaften eingeteilt. In der Gruppenphase spielte jedes Team einmal gegen alle anderen Gruppenteilnehmer und absolvierte somit vier Spiele. Die jeweiligen Gruppenersten und -zweiten qualifizierten sich für das Halbfinale, das ebenso wie das Finale als K.-o.-Spiel ausgetragen wurde.

## Gruppenphase

### Gruppe A
| 29. Dezember 2008 19:00 Uhr (Ortszeit) | Canada Ontario Ryan Spooner (11:54) John McFarland (13:05) Gregg Sutch (19:36) Freddie Hamilton (27:35) Jeff Skinner (32:39) Freddie Hamilton (32:56) Tyler Seguin (55:53) Ryan Spooner (59:10) | 8:1 (3:1, 3:0, 2:0) Spielbericht | Canada Atlantic Brent Andrews (19:59) | Frank Crane Arena, Nanaimo, British Columbia |

| 29. Dezember 2008 19:30 Uhr | Canada Pacific Brendan Ranford (6:48) Brad Ross (28:35) Troy Rutkowski (30:43) Max Reinhart (54:25) Brendan Gallagher (55:01) Brett Connolly (59:43) | 6:5 (1:2, 2:2, 3:1) Spielbericht | Russland Jewgeni Kusnezow (3:30) Iwan Telegin (19:42) Wladislaw Namestnikow (29:02) Iwan Telegin (36:56) Artjom Garejew (55:38) | Alberni Valley Multiplex, Port Alberni, British Columbia |

| 30. Dezember 2008 19:00 Uhr | Russland Wladislaw Namestnikow (5:01) Artur Amirow (25:55) Wladislaw Namestnikow (28:09) Roman Berdnikow (31:04) Wladislaw Namestnikow (40:58) Alexander Gogolew (47:47) Wladislaw Namestnikow (52:25) Jewgeni Kusnezow (54:28) | 8:2 (1:0, 3:2, 4:0) Spielbericht | Canada Atlantic Sean Couturier (25:19) Alex Noël (33:22) | Strathcona Gardens, Campbell River, British Columbia |

| 30. Dezember 2008 19:00 Uhr | Deutschland Tom Kühnhackl (20:53) | 1:4 (0:3, 1:1, 0:0) Spielbericht | Canada Pacific Ryan Harrison (3:32) Kevin Sundher (4:03) Mark Pysyk (18:07) Nathan MacMaster (33:39) | Alberni Valley Multiplex, Port Alberni, British Columbia |

| 31. Dezember 2008 14:00 Uhr | Russland Wladislaw Namestnikow (8:33) Alexander Gogolew (54:54) | 2:5 (1:1, 0:1, 1:3) Spielbericht | Canada Ontario Tyler Toffoli (1:38) John McFarland (35:10) John McFarland (42:39) Sam Carrick (45:47) John McFarland (45:57) | Alberni Valley Multiplex, Port Alberni, British Columbia |

| 31. Dezember 2008 19:00 Uhr | Canada Atlantic Brandon Hynes (7:28) Brandon Hynes (11:00) Patrick Downe (52:21) Brandon Gormley (58:30) Stephen MacAulay (59:42) Brandon Hynes (64:17) | 6:5 n. V. (2:2, 0:1, 3:2, 1:0) Spielbericht | Deutschland Marcel Noebels (2:24) Thomas Merl (19:21) Bernhard Keil (34:41) Bernhard Keil (52:42) Tom Kühnhackl (58:42) | Cowichan Centre, Duncan, British Columbia |

| 1. Januar 2009 14:00 Uhr | Canada Ontario Steven Shipley (17:41) Ryan Spooner (29:07) Nathan Chiarlitti (31:03) Tyler Seguin (31:35) Gregg Sutch (51:46) | 5:1 (1:0, 3:1, 1:0) Spielbericht | Deutschland Corey Mapes (25:34) | Comox Valley Sports Centre, Courtenay, British Columbia |

| 1. Januar 2009 19:00 Uhr | Canada Pacific Brendan Gallagher (24:24) Brendan Ranford (44:11) Alex Theriau (45:44) Troy Rutkowski (61:46) | 4:3 n. V. (0:0, 1:2, 2:1, 1:0) Spielbericht | Canada Atlantic Brandon Gormley (27:51) Brandon Hynes (30:44) Sean Couturier (43:40) | Alberni Valley Multiplex, Port Alberni, British Columbia |

| 2. Januar 2009 14:00 Uhr | Deutschland Konrad Abeltshauser (1:08) Yasin Ehliz (28:56) Tom Kühnhackl (31:17) Bernhard Keil (39:26) Tom Kühnhackl (53:55) | 5:4 (1:0, 3:2, 1:2) Spielbericht | Russland Alexander Gogolew (23:42) Jewgeni Kusnezow (26:25) Jewgeni Kusnezow (51:38) Jewgeni Grigorenko (55:02) | Oceanside Place, Parksville, British Columbia |

| 2. Januar 2009 19:00 Uhr | Canada Pacific Jordan Weal (13:40) Brett Connolly (23:53) Kevin Sundher (45:23) | 3:6 (1:2, 1:2, 1:2) Spielbericht | Canada Ontario Christian Thomas (6:03) Stephen Silas (9:21) John McFarland (20:32) Gregg Sutch (34:45) Ryan Spooner (43:37) Tyler Toffoli (49:56) | Alberni Valley Multiplex, Port Alberni, British Columbia |

| Pl. |                 | Sp | S | OTS | OTN | N | Tore  | Punkte |
| 1.  | Canada Ontario  | 4  | 4 | 0   | 0   | 0 | 24:07 | 12     |
| 2.  | Canada Pacific  | 4  | 2 | 1   | 0   | 1 | 17:15 | 8      |
| 3.  | Deutschland     | 4  | 1 | 0   | 1   | 2 | 12:19 | 4      |
| 4.  | Russland        | 4  | 1 | 0   | 0   | 3 | 19:18 | 3      |
| 5.  | Canada Atlantic | 4  | 0 | 1   | 1   | 2 | 12:25 | 3      |

Abkürzungen: Pl. = Platz, Sp = Spiele, S = Siege, OTS = Siege nach Verlängerung oder Penaltyschießen, OTN = Niederlagen nach Verlängerung oder Penaltyschießen, N = Niederlagen

Erläuterungen: Qualifikant für das Halbfinale

### Gruppe B
| 29. Dezember 2008 14:00 Uhr (Ortszeit) | Canada West Dominick Favreau (3:01) Charles Inglis (28:26) Brooks Macek (33:20) Charles Inglis (59:31) | 4:2 (1:1, 2:0, 1:1) Spielbericht | Canada Québec Yasin Cissé (2:54) Yoan Pinette (41:22) | Alberni Valley Multiplex, Port Alberni, British Columbia |

| 29. Dezember 2008 14:00 Uhr | Vereinigte Staaten Matt Nieto (0:12) Justin Faulk (9:28) Jake Fallon (15:24) Adam Clendening (16:38) Jason Zucker (17:09) Nick Shore (19:52) Michael Mersch (33:58) Bryan Rust (36:38) Nick Shore (45:12) Brandon Saad (50:06) Jake Fallon (52:56) Brandon Saad (59:26) | 12:1 (6:0, 2:1, 4:0) Spielbericht | Finnland Marcus Nikander (26:53) | Frank Crane Arena, Nanaimo, British Columbia |

| 30. Dezember 2008 14:00 Uhr | Canada West Jordan DePape (12:44) Nolan Zajac (26:58) Jordan DePape (27:58) Jordan DePape (28:51) Quinton Howden (31:31) Mark Stone (59:23) | 6:3 (1:2, 4:1, 1:0) Spielbericht | Finnland Teemu Rautiainen (7:10) Teemu Pulkkinen (16:39) Mika Partanen (35:10) | Alberni Valley Multiplex, Port Alberni, British Columbia |

| 30. Dezember 2008 14:00 Uhr | Slowakei Denis Mihálik (1:35) Lukáš Cingeľ (4:50) Michal Čajkovský (19:09) Michal Murček (24:24) Denis Mihálik (25:48) Dominik Simcák (58:59) | 6:10 (3:2, 2:1, 1:7) Spielbericht | Canada Québec Gabriel Desjardins (13:38) Guillaume Asselin (14:54) Michaël Bournival (25:35) Samuel Carrier (41:35) Martin Lefebvre (46:23) Michaël Bournival (47:29) Matthew Bissonnette (49:03) Maximilien Le Sieur (50:31) Guillaume Asselin (51:48) Guillaume Asselin (53:30) | Strathcona Gardens, Campbell River, British Columbia |

| 31. Dezember 2008 14:00 Uhr | Slowakei Radoslav Macík (3:30) Matej Bene (53:58) | 2:7 (1:1, 0:3, 1:3) Spielbericht | Canada West Jaden Schwartz (8:07) Dylan Wruck (20:22) Dylan Wruck (25:59) Jordan DePape (31:22) Brooks Macek (42:04) Mark Stone (51:30) Matt Glowa (54:21) | Cowichan Centre, Duncan, British Columbia |

| 31. Dezember 2008 19:00 Uhr | Canada Québec Gabriel Desjardins (1:27) Cédrick Henley (16:16) Stefan Fournier (23:51) | 3:4 (2:1, 1:1, 0:2) Spielbericht | Vereinigte Staaten Derek Forbort (7:49) Kevin Clare (34:32) Brandon Saad (46:23) Jason Zucker (52:19) | Alberni Valley Multiplex, Port Alberni, British Columbia |

| 1. Januar 2009 14:00 Uhr | Vereinigte Staaten Michael Mersch (2:28) Emerson Etem (15:13) Nick Shore (15:41) Nick Shore (27:36) Emerson Etem (34:22) Justin Faulk (40:34) | 6:1 (3:1, 2:0, 1:0) Spielbericht | Slowakei Matej Bene (5:28) | Alberni Valley Multiplex, Port Alberni, British Columbia |

| 1. Januar 2009 19:00 Uhr | Finnland Teemu Pulkkinen (0:12) Jose Sneck (33:37) Teemu Rautiainen (55:49) Eetu Koski (57:18) | 4:9 (1:2, 1:4, 2:3) Spielbericht | Canada Québec Yoan Pinette (7:07) Christopher Giroux (9:30) Guillaume Asselin (32:35) Stefan Fournier (33:04) Guillaume Asselin (34:00) Maximilien Le Sieur (35:37) Michael Beaudry (41:11) Yoan Pinette (50:32) Guillaume Asselin (56:10) | Comox Valley Sports Centre, Courtenay, British Columbia |

| 2. Januar 2009 14:00 Uhr | Slowakei Michal Murček (1:32) Dávid Bondra (7:54) Dominik Simcák (16:43) Matej Bene (19:19) Tomáš Jurčo (36:50) Tomáš Jurčo (46:49) Lukáš Cingeľ (50:24) | 7:4 (4:1, 1:2, 2:1) Spielbericht | Finnland Marcus Nikander (5:23) Pyry Niemi (22:28) Riku Väkiparta (34:09) Pyry Niemi (49:53) | Alberni Valley Multiplex, Port Alberni, British Columbia |

| 2. Januar 2009 19:00 Uhr | Canada West | 0:7 (0:1, 0:2, 0:4) Spielbericht | Vereinigte Staaten Nick Shore (19:42) Luke Moffatt (35:44) Chase Balisy (38:21) Michael Mersch (49:46) Stephen Johns (52:28) Brandon Saad (56:26) Matt Nieto (56:41) | Oceanside Place, Parksville, British Columbia |

| Pl. |                    | Sp | S | OTS | OTN | N | Tore  | Punkte |
| 1.  | Vereinigte Staaten | 4  | 4 | 0   | 0   | 0 | 29:05 | 12     |
| 2.  | Canada West        | 4  | 3 | 0   | 0   | 1 | 17:14 | 9      |
| 3.  | Canada Québec      | 4  | 2 | 0   | 0   | 2 | 24:18 | 6      |
| 4.  | Slowakei           | 4  | 1 | 0   | 0   | 3 | 16:27 | 3      |
| 5.  | Finnland           | 4  | 0 | 0   | 0   | 4 | 12:34 | 0      |

Abkürzungen: Pl. = Platz, Sp = Spiele, S = Siege, OTS = Siege nach Verlängerung oder Penaltyschießen, OTN = Niederlagen nach Verlängerung oder Penaltyschießen, N = Niederlagen

Erläuterungen: Qualifikant für das Halbfinale

## Platzierungsspiele

### Spiel um Platz 9
| 3. Januar 2009 19:00 Uhr (Ortszeit) | Finnland Joonas Donskoi (5:12) Markus Västilä (22:22) Mikael Salmivirta (29:52) Valtteri Autio (41:15) Tomi Iso-Mustajärvi (45:50) Teemu Pulkkinen (52:19) | 6:9 (1:4, 2:3, 3:2) Spielbericht | Canada Atlantic Brandon Hynes (7:14) Sean Couturier (9:05) Ben Duffy (11:37) Patrick Downe (18:40) Sean Couturier (24:05) Garrett Clarke (25:18) Brandon Gormley (40:00) Sean Couturier (42:59) Morgan Ellis (59:32) | Frank Crane Arena, Nanaimo, British Columbia |

### Spiel um Platz 7
| 3. Januar 2009 14:00 Uhr | Slowakei Dominik Simcák (27:56) Lukáš Cingeľ (35:26) Tomáš Jurčo (39:46) | 3:6 (0:3, 3:1, 0:2) Spielbericht | Russland Artjom Garejew (1:28) Wladislaw Namestnikow (3:52) Roman Berdnikow (6:55) Wladislaw Namestnikow (30:36) Jewgeni Kusnezow (45:57) Jewgeni Kusnezow (46:13) | Frank Crane Arena, Nanaimo, British Columbia |

### Spiel um Platz 5
| 3. Januar 2009 11:00 Uhr | Canada Québec Michael Beaudry (26:21) Pierre-Karl Marion (34:44) Matthew Bissonnette (51:15) | 3:1 (0:1, 2:0, 1:0) Spielbericht | Deutschland Marcel Noebels (9:59) | Alberni Valley Multiplex, Port Alberni, British Columbia |

## Finalrunde
|  | Halbfinale | Halbfinale         | Halbfinale |  |  | Finale | Finale         | Finale |
|  |            |                    |            |  |  |        |                |        |
|  |            |                    |            |  |  |        |                |        |
|  | A1         | Canada Ontario     | 7          |  |  |        |                |        |
|  | B2         | Canada West        | 4          |  |  |        |                |        |
|  |            |                    |            |  |  | A1     | Canada Ontario | 5      |
|  |            |                    |            |  |  | A2     | Canada Pacific | 1      |
|  | B1         | Vereinigte Staaten | 5          |  |  |        |                |        |
|  | A2         | Canada Pacific     | 6          |  |  |        |                |        |
|  |            |                    |            |  |  |        |                |        |

### Halbfinale
| 3. Januar 2009 15:00 Uhr (Ortszeit) | Canada West Brooks Macek (6:25) Michael St. Croix (7:35) Jaden Schwartz (44:34) Michael St. Croix (48:06) | 4:7 (2:3, 0:3, 2:1) Spielbericht | Canada Ontario Christian Thomas (1:13) Tyler Toffoli (10:25) John McFarland (12:49) Tyler Toffoli (20:25) John McFarland (29:31) Erik Gudbranson (36:12) Erik Gudbranson (53:09) | Alberni Valley Multiplex, Port Alberni, British Columbia |

| 3. Januar 2009 19:00 Uhr | Canada Pacific Ryan Harrison (4:06) Brendan Ranford (4:36) Brett Connolly (27:57) Alex Petrovic (39:17) Max Reinhart (58:43) Alex Petrovic (65:35) | 6:5 n. V. (2:0, 2:5, 1:0, 1:0) Spielbericht | Vereinigte Staaten Jason Zucker (28:22) Austin Czarnik (31:47) Michael Mersch (36:48) Jason Zucker (37:22) Matt Nieto (38:48) | Alberni Valley Multiplex, Port Alberni, British Columbia |

### Spiel um Platz 3
| 4. Januar 2009 12:00 Uhr | Canada West Quinton Howden (41:10) Quinton Howden (43:50) | 2:4 (0:2, 0:2, 2:0) Spielbericht | Vereinigte Staaten Jake Fallon (4:43) Jake Fallon (15:30) Stuart Higgins (28:09) Jake Fallon (34:49) | Alberni Valley Multiplex, Port Alberni, British Columbia |

### Finale
| 4. Januar 2009 17:00 Uhr | Canada Pacific Justin Feser (39:29) | 1:5 (0:1, 1:1, 0:3) Spielbericht | Canada Ontario Tyler Seguin (19:04) Jeff Skinner (22:55) John McFarland (40:46) Steven Shipley (56:58) John McFarland (58:40) | Alberni Valley Multiplex, Port Alberni, British Columbia |

### Sieger – Team Canada Ontario
| Sieger der World U-17 Hockey Challenge 2009 Team Canada Ontario | Torhüter: J. P. Anderson, Mark Visentin Verteidiger: Brock Beukeboom, Jeff Braithwaite, Nathan Chiarlitti, Keevin Cutting, Erik Gudbranson, Ryan O’Connor, Stephen Silas Angreifer: Sam Carrick, Freddie Hamilton, John McFarland, Greg McKegg, Cody McNaughton, Tyler Seguin, Steven Shipley, Jeff Skinner, Devante Smith-Pelly, Ryan Spooner, Gregg Sutch, Christian Thomas, Tyler Toffoli Trainer: Mario Cicchillo |

## Abschlussplatzierungen
| Pl. | Team               |
| --- | ------------------ |
| 1   | Canada Ontario     |
| 2   | Canada Pacific     |
| 3   | Vereinigte Staaten |
| 4   | Canada West        |
| 5   | Canada Québec      |
| 6   | Deutschland        |
| 7   | Russland           |
| 8   | Slowakei           |
| 9   | Canada Atlantic    |
| 10  | Finnland           |

## All-Star Team
| Tournament All-Star Team |                                                             |
| Angriff:                 | Qué. Guillaume Asselin – Ont. John McFarland – Brandon Saad |
| Verteidigung:            | Adam Clendening – Atl. Brandon Gormley                      |
| Tor:                     | Ont. J. P. Anderson                                         |